# Niko Juhola
Niko Juhola (* 8. November 1989) ist ein Schweizer Unihockeyspieler finnischer Herkunft. Er steht beim Nationalliga-A-Vertreter Grasshopper Club Zürich unter Vertrag.

## Karriere

### Verein
Juhola begann seine Karriere beim KNV, wechselte aber später zum SC Classic aus Tampere. 2006 debütierte er für die erste Mannschaft. Bereits in der ersten Saison absolvierte er 14 Partien und erzielte er vier Tore und einen Assist. 2007/08 konnte er sich mit Classic bis in den Halbfinal der Salibandyliiga spielen. Dort unterlag er mit dem SC Classic an Tapanilan Era. In der Saison 2008/09 gelang ihm mit dem SC Classic erneut die Qualifikation für die Playoffs. Im Viertelfinal scheiterte Classic am SPV Seinäjoki. Ein Jahr später scheiterte er mit Classic im Halbfinal an EraViikingit. 2011/12 erzielte er in 23 Partien 20 Scorerpunkte. Mit Classic konnte er die Qualifikation auf dem ersten Rang beenden und unterlag lediglich in vier Partien. In den darauffolgenden Playoffs konnte er sich mit Classic bis in den Halbfinal der Salibandyliiga spielen, welcher aber verloren ging. In der Serie um den dritten Platz unterlag Juhola mit Classic den Espoon Oilers. 2011/12 gelang ihm mit Classic erneut die Qualifikation für die Playoffs, scheiterte allerdings bereits im Viertelfinal.
Am 8. Juni 2012 gab der UHC Uster die Verpflichtung des Stürmers bekannt. Für Uster absolvierte er 27 Partien und erzielte dabei 30 Tore. Weitere 25 Tore legte er für seine Mitspieler auf. Nach einer Saison verliess er Uster wieder zu seinem Stammverein SC Classic.
Für Classic absolvierte er nach seiner Rückkehr lediglich sieben Spiele und schoss sechs Tore. 2014/15 konnte er sich mit Classic erneut für die Playoffs qualifizieren. In der Qualifikation erzielte er 23 Tore und 11 Torvorlagen. Im Viertelfinal unterlag Classic allerdings an Tapanilan Era. 2015/16 absolvierte er in der regulären lediglich 19 Partien. Der SC Classic gewann die Qualifikation und konnte bis in den Superfinal der Salibandyliiga. Diesen konnte er mit Classic mit einem 8:2-Sieg gewinnen.
Nach dem Titelgewinn mit Classic wechselte er zur Saison 2016/17 zum Grasshopper Club Zürich. Am 25. Februar 2017 konnte er mit GC mit einem 8:7-Sieg über den HC Rychenberg Winterthur den Schweizer Cup gewinnen. Er erzielte im Cupfinal einen Treffer.
Am 11. Mai 2017 verkündete der UHC Uster den Transfer des Offensivakteurs. Nach drei Jahren beim UHC Uster legte Juhola eine Pause ein.
2021 schloss sich der in der Schweiz lebende Juhola dem Nationalliga-B-Verein Floorball Thurgau an.

### Nationalmannschaft
2007 debütierte er für die finnische U19-Unihockeynationalmannschaft. Für die U19-Nationalmannschaft erzielte er in fünf Spielen zwei Tore und vier Assists.

## Erfolge
SC Classic
- Finnischer Meister: 2016

Grasshopper Club Zürich
- Schweizer Cup: 2017